# Mario Kaiser
Mario Kaiser (* 8. April 1970 in Rheydt) ist ein deutscher Journalist und Autor.

## Leben
Kaiser studierte Regionalwissenschaften Nordamerika, Politikwissenschaft und Volkswirtschaftslehre an der Rheinischen Friedrich-Wilhelms-Universität Bonn und absolvierte die Graduate School of Journalism der  New York University. Er arbeitete als Redakteur und Reporter für Die Zeit und Der Spiegel. Seine Reportagen wurden unter anderem in GEO, brand eins und Süddeutsche Zeitung Magazin veröffentlicht. Er lebt in New York City.
Für seine Reportagen erhielt Mario Kaiser unter anderem folgende Auszeichnungen:
- Axel-Springer-Preis
- Deutscher Sozialpreis
- Henri-Nannen-Preis 2005[1]
- Katholischer Medienpreis 2006
- Lorenzo Natali Prize der Europäischen Kommission
- Kurt Schork Award in International Journalism des Institute for War and Peace Reporting
- Deutscher Reporterpreis[2]
- Kurt-Tucholsky-Preis für literarische Publizistik 2013[3]

## Bücher
- mit Berthold Steinhilber, Wim Wenders und Hans-Michael Koetzle: Geisterstädte in Amerikas Westen. Knesebeck, München 2003, ISBN 3-89660-157-1.
- mit Ullrich Fichtner u. a.: Beslanskoe Dos`e. Ad Marginem, Moskau 2005, ISBN 5-93321-106-0.
- Cordt Schnibben (Hrsg.): Tsunami. Geschichte eines Weltbebens. DVA, München 2005, ISBN 3-421-05890-3.
- Lothar Gorris, Cordt Schnibben (Hrsg.): Die Quadratur des Kekses. Hundert unglaubliche Meldungen und ihre Geschichte. Kiepenheuer & Witsch, Köln 2007, ISBN 978-3-462-03904-7.
- Cordt Schnibben (Hrsg.): Wegelagerer. Die besten Storys der SPIEGEL-Reporter. Die Andere Bibliothek. Eichborn Verlag, Frankfurt am Main 2009, ISBN 978-3-8218-6227-9.